# Palawania grandis
Palawania grandis är en svampart som först beskrevs av Niessl, och fick sitt nu gällande namn av Syd. & P. Syd. 1914. Palawania grandis ingår i släktet Palawania och familjen Microthyriaceae.   Inga underarter finns listade i Catalogue of Life.